# Rallye de l'Acropole 1973
Le Rallye de l'Acropole 1973 (21e Rallye Acropolis), disputé du 23 au 28 mai 1973, est la sixième manche du championnat du monde des rallyes 1973 (WRC), inauguré cette même année.

## Contexte avant la course

### Le championnat du monde
1973 est la première année du Championnat Mondial des Rallyes pour Marques, qui a succédé au 'Championnat d'Europe des Rallyes pour Marques' (1968 à 1972). Constitué de treize épreuves internationales, il est réservé aux voitures des catégories suivantes :
- Groupe 1 : voitures de tourisme de série
- Groupe 2 : voitures de tourisme spéciales
- Groupe 3 : voitures de grand tourisme de série
- Groupe 4 : voitures de grand tourisme spéciales

À l'issue des cinq premières manches, Alpine-Renault est largement en tête du classement, grâce à ses trois victoires (Monte-Carlo avec Jean-Claude Andruet, Portugal avec Jean-Luc Thérier et Maroc avec Bernard Darniche) et à la troisième place obtenue par Thérier en Suède. Fiat, son principal adversaire au championnat (le constructeur italien a prévu de disputer toutes les manches) n'a jusqu'à présent obtenu aucun résultat probant, son meilleur résultant étant une quatrième place au Portugal, et 41 points (une victoire valant 20 points) séparent les deux candidats au titre.
Les manches du championnat 1973 ne se résument pas, toutefois, à un affrontement Alpine/Fiat, d'autres constructeurs tels Datsun (vainqueur du Safari), Saab (vainqueur en Suède), Ford ou BMW participant officiellement aux épreuves leur offrant des retombées commerciales.

### L'épreuve
Régulièrement disputé depuis 1953, le rallye de l'Acropole passe pour le plus cassant d'Europe. Certaines épreuves spéciales se disputent sur asphalte, mais la majorité du parcours emprunte des pistes, souvent rocailleuses. En plus des difficultés liées au terrain (sol dur, routes étroites), les équipages doivent en outre affronter la chaleur au cours des cinq jours de l'épreuve, une seule nuit de repos étant allouée aux concurrents sur l'ensemble du rallye. Les éditions précédentes ont été remportées par Alpine-Renault (1970 et 1971) et Fiat (1972 avec Håkan Lindberg).

## Le parcours
- départ : 23 mai 1973 d'Athènes
- arrivée : 28 mai 1973 à Athènes

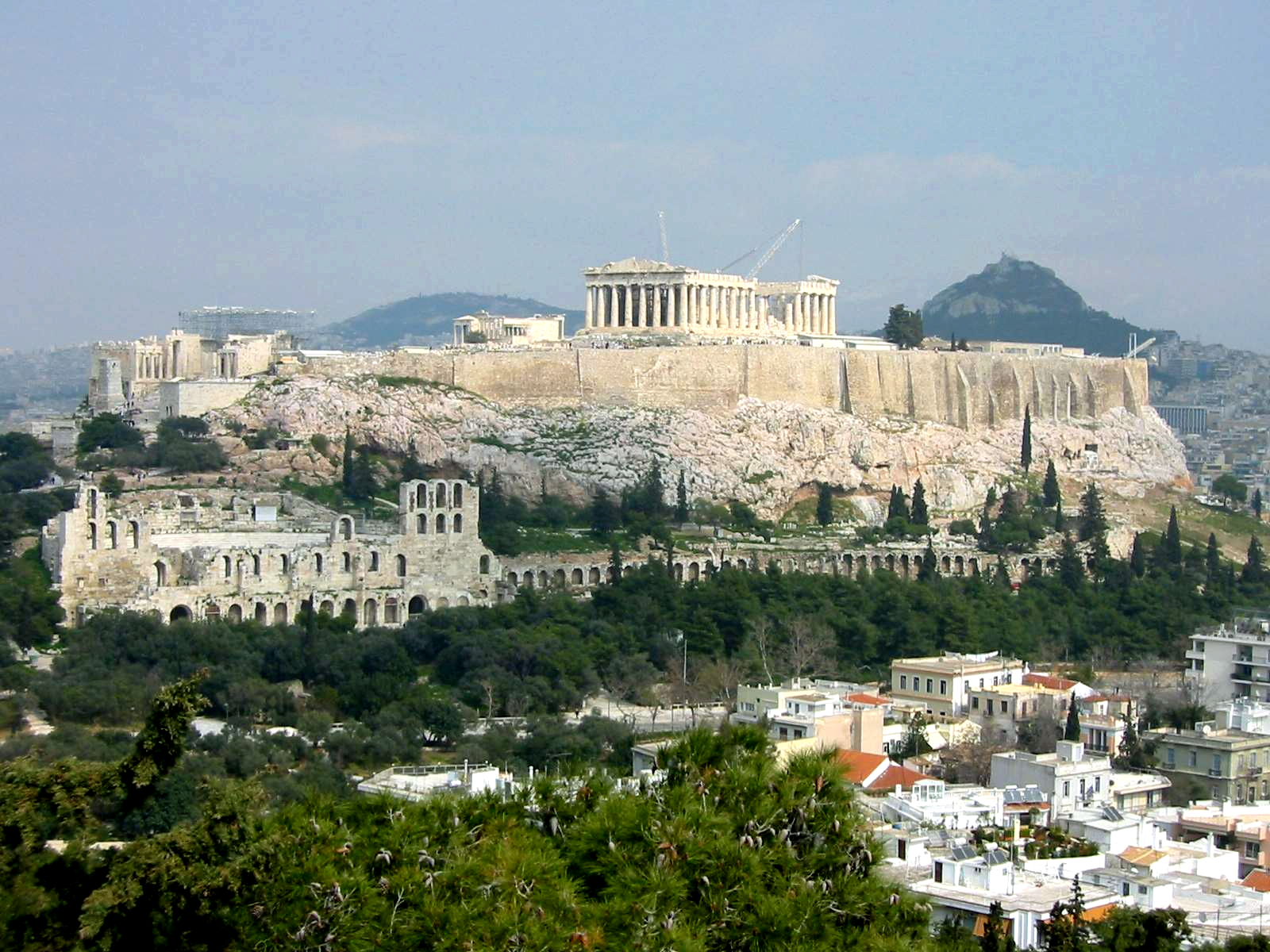
L'Acropole d'Athènes, au pied duquel est donné le départ du rallye

- distance : 2809,7 km dont 528 km sur 45 épreuves spéciales (47 épreuves initialement prévues, 549 km)
- surface : terre et asphalte
- Parcours divisé en cinq étapes[3]

### Première étape
- Athènes - Kalambaka, 529,3 km, du 23 au 24 mai
- 9 épreuves spéciales, 90,6 km

### Deuxième étape
- Kalambaka - Volos, 678,2 km, 24 mai
- 10 épreuves spéciales, 146,4 km (11 épreuves initialement prévues, ES20 annulée)

### Troisième étape
- Volos - Lagonissi, 521 km, du 24 au 25 mai
- 9 épreuves spéciales, 85,3 km

### Quatrième étape
- Lagonissi - Sparte, 487,2 km, du 26 au 27 mai
- 8 épreuves spéciales, 118,9 km (9 épreuves initialement prévues, ES33 annulée)

### Cinquième étape
- Sparte - Athènes, 394 km, du 27 au 28 mai
- 9 épreuves spéciales, 86,8 km

## Les forces en présence
Le plateau compte 83 voitures, dont 15 équipages officiels engagés par six constructeurs :
- Alpine-Renault

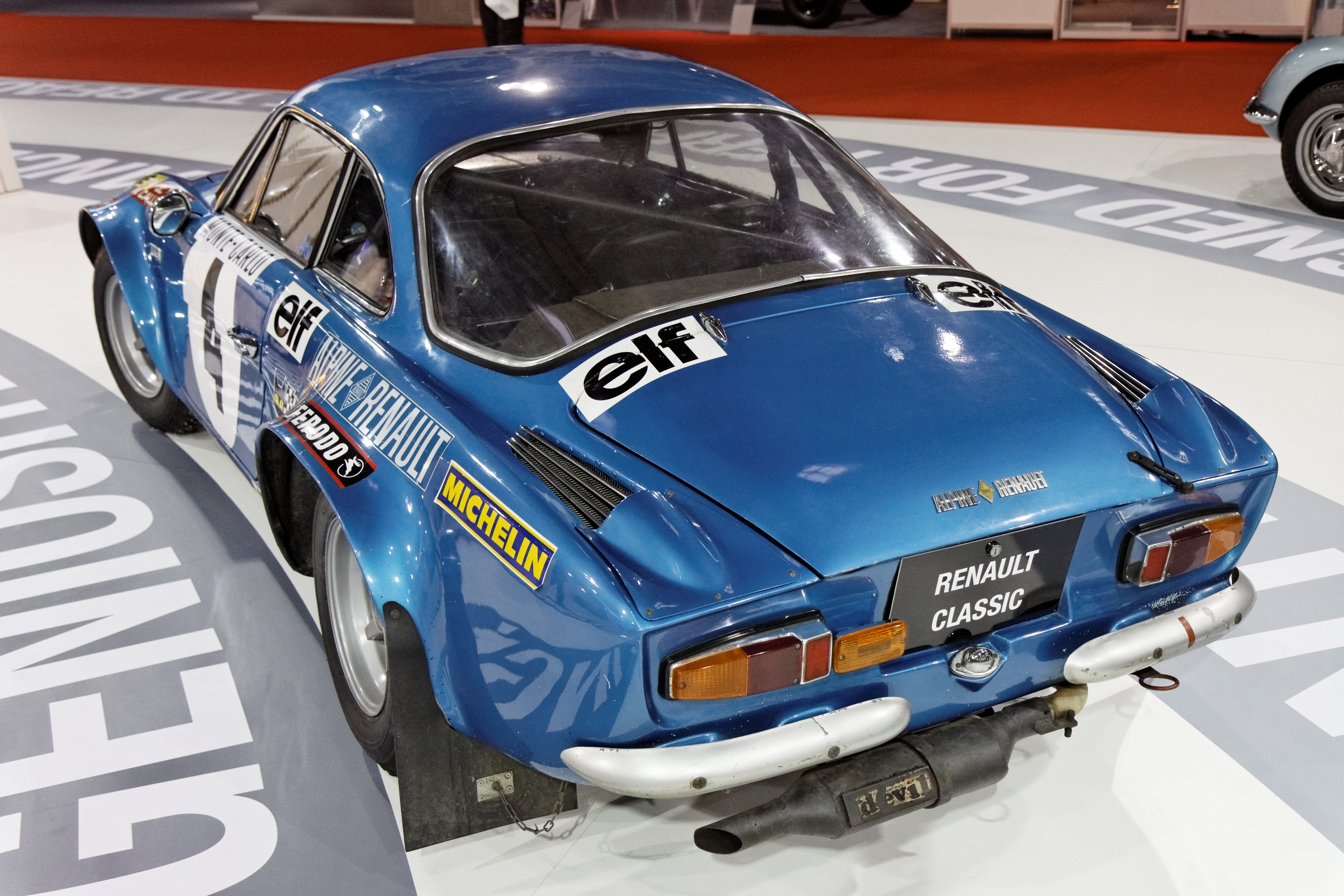
Les Alpine A110 groupe 4 se sont déjà imposées deux fois à l'Acropole, en 1970 et 1971

Le constructeur dieppois a engagé les mêmes équipages qu'au Maroc, à savoir Jean-Luc Thérier - Christian Delferrier, Jean-Pierre Nicolas - Michel Vial et Bernard Darniche - Alain Mahé, disposant de berlinettes groupe 4 en version 1800 cm3 (172 chevaux, 710 kg). Les trois voitures sont identiques, mais celle de Nicolas n'est pas équipée d'un pont autobloquant. Si Thérier (vainqueur en 1970) et Nicolas (second en 1971) ont déjà une certaine expérience de la Grèce, il s'agit de la première participation à l'Acropole pour Darniche. Habitué de l'épreuve, le pilote local 'Siroco' a engagé à titre privé une berlinette 1600 cm3.
- BMW

Deux BMW 2002 groupe 2 ont été engagées par l'usine, pour Björn Waldegård (copilote Hans Thorszelius) et Achim Warmbold (copilote Jean Todt). Pesant 1080 kg, elles sont équipées d'un moteur deux litres seize soupapes d'une puissance volontairement limitée à 200 chevaux (au lieu de 220) pour l'épreuve grecque. Parmi les concurrents privés, on note la présence de l'Autrichien Zweibaumer ainsi que celle du pilote turc Ali Sipahi, également sur BMW 2002.
- Fiat

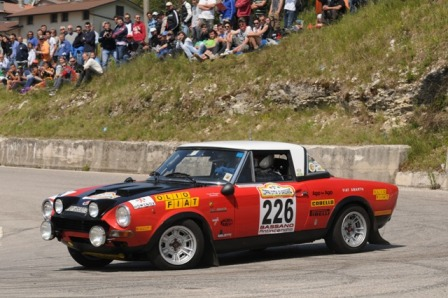
Le spider Fiat 124 groupe 4 (ici lors d'une épreuve historique) a remporté l'Acropole en 1972

Trois spiders 124 rallye groupe 4 (1750 cm3, 168 ch, 960 kg) ont été engagés par l'usine pour Håkan Lindberg (vainqueur l'année précédente), Alcide Paganelli et Rauno Aaltonen. Les Fiat ne comptent pas parmi les plus rapides du plateau, mais leur robustesse sur terrain cassant leur avait permis de s'imposer en 1972.
- Ford

Une seule Ford officielle a été engagée, il s'agit de l'Escort RS groupe 2 (2000 cm3, près de 240 ch, environ 800 kg) de Will Sparrow. Engagé à titre privé, Chris Sclater pilote une voiture identique.
- Toyota

Comme au Portugal, Ove Andersson dispose d'une Toyota Celica groupe 2 (1600 cm3, 135 ch, 1050 kg) et bénéficie du soutien de l'usine.
- Volkswagen

Quatre 1303 S groupe 2 (1600 cm3, 135 ch, boîte 5 vitesses) préparées par Porsche-Autriche sont au départ, pilotées par Tony Fall, Harry Källström, Günther Janger et Georg Fischer. Une version groupe 1 a également été engagée officiellement pour Helmut Doppelreiter.
- Autres marques présentes

Richard Bochnicek devait participer à la course sur une Citroën DS 23 groupe 2 (2450 cm3, 200 ch, 1180 kg). Le moteur ayant cassé alors qu'il se rendait à Athènes, le pilote autrichien va finalement prendre le départ au volant de son mulet (la DS groupe 1 avec laquelle il a terminé troisième du récent Rallye du Maroc). Plusieurs Opel Ascona sont engagées à titre privé, dont celle du pilote français Bruno Saby.

## Déroulement de la course
Les trois premières étapes se déroulent au nord de la Grèce, les deux suivantes au sud du pays (Péloponnèse), où le parcours se révèle plus difficile, avec des routes dures et étroites.

### Partie nord

#### Première étape: Athènes - Kalambaka
Les 83 équipages prennent le départ d'Athènes le mercredi 23 mai, à partir de 18 heures, dans l'ordre des numéros de course. Bernard Darniche, victime d'une crise de sciatique, n'est pas en état de conduire et veut déclarer forfait. Toutefois, le directeur sportif d'Alpine, Jacques Cheinisse, insiste pour que l'équipage Darniche-Mahé se présente tout de même au départ, comptant sur une amélioration de l'état de son pilote. La berlinette n°10 va finalement prendre part à la course, Alain Mahé au volant.
Jean-Luc Thérier (Alpine) se porte immédiatement en tête du rallye, s'imposant dans les deux premiers tronçons chronométrés. Pour le pilote normand, la principale menace vient des deux BMW d'usine : Björn Waldegård occupe la seconde place et sans un tête-à-queue dans le premier secteur Achim Warmbold occuperait cette position. Sans surprise, l'équipage Darniche-Mahé renonce, l'état du pilote français ne s'étant pas amélioré. Waldegård renonce également avant le départ de la troisième spéciale (joint de culasse), alors que son coéquipier Warmbold réalise le meilleur temps et prend la seconde place de la course.
Thérier et Warmbold se livrent un duel serré lors des épreuves suivantes, mais la suspension de la BMW commence à se dégrader et un dérapage prononcé au cours de la septième spéciale expédie la voiture dans le fossé, l'équipage Warmbold-Todt achevant sa course sur le toit. Jean-Pierre Nicolas accède à la deuxième place, à environ deux minutes de son coéquipier Thérier. À la fin de l'étape, son retard sera de trois minutes et demie, une crevaison lui ayant coûté une minute et demie de pénalisation routière. Derrière les deux Alpine, les Fiat, emmenées par Paganelli, sont groupées aux troisième, cinquième et sixième places. Les Volkswagen effectuent également une belle course, celle de Tony Fall occupant la quatrième place à seulement onze secondes de Paganelli.

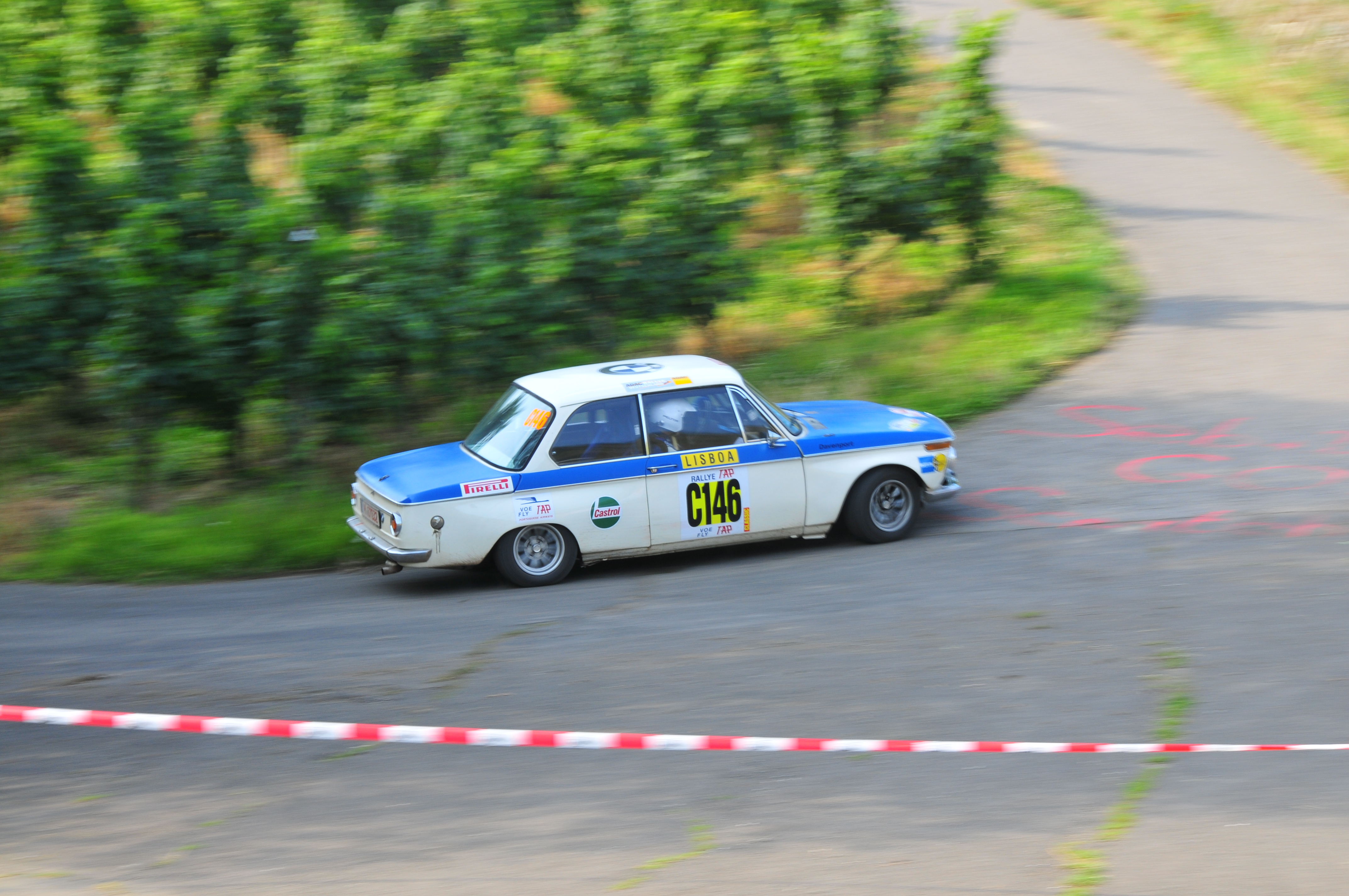
Une BMW 2002 lors d'une épreuve historique. Les BMW 2002 d'usine faisaient jeu égal avec les Alpine mais furent éliminées avant la fin de la première étape.

| Pos. | Pilote              | Copilote             | Voiture              | Temps           | Écart         | Groupe |
| ---- | ------------------- | -------------------- | -------------------- | --------------- | ------------- | ------ |
| 1    | Jean-Luc Thérier    | Christian Delferrier | Alpine A110 1800     | 1 h 17 min 47 s |               | 4      |
| 2    | Jean-Pierre Nicolas | Michel Vial          | Alpine A110 1800     | 1 h 21 min 23 s | + 3 min 36 s  | 4      |
| 3    | Alcide Paganelli    | ‘Ninni’ Russo        | Fiat 124 Rallye 1800 | 1 h 22 min 45 s | + 4 min 58 s  | 4      |
| 4    | Tony Fall           | Mike Wood            | Volkswagen 1303 S    | 1 h 22 min 56 s | + 5 min 09 s  | 2      |
| 5    | Rauno Aaltonen      | Robin Turvey         | Fiat 124 Rallye 1800 | 1 h 23 min 11 s | + 5 min 24 s  | 4      |
| 6    | Håkan Lindberg      | Arne Hertz           | Fiat 124 Rallye 1800 | 1 h 24 min 13 s | + 6 min 26 s  | 4      |
| 7    | Harry Källström     | Claes Billstam       | Volkswagen 1303 S    | 1 h 24 min 48 s | + 7 min 01 s  | 2      |
| 8    | Chris Slater        | Bob de Jong          | Ford Escort RS1600   | 1 h 27 min 41 s | + 9 min 54 s  | 2      |
| 9    | 'Siroco'            | Miltos Andriopoulos  | Alpine A110 1600     | 1 h 28 min 45 s | + 10 min 58 s | 4      |
| 10   | Georg Fischer       | Hans Siebert         | Volkswagen 1303 S    | 1 h 28 min 55 s | + 11 min 08 s | 2      |

#### Deuxième étape: Kalambaka - Volos

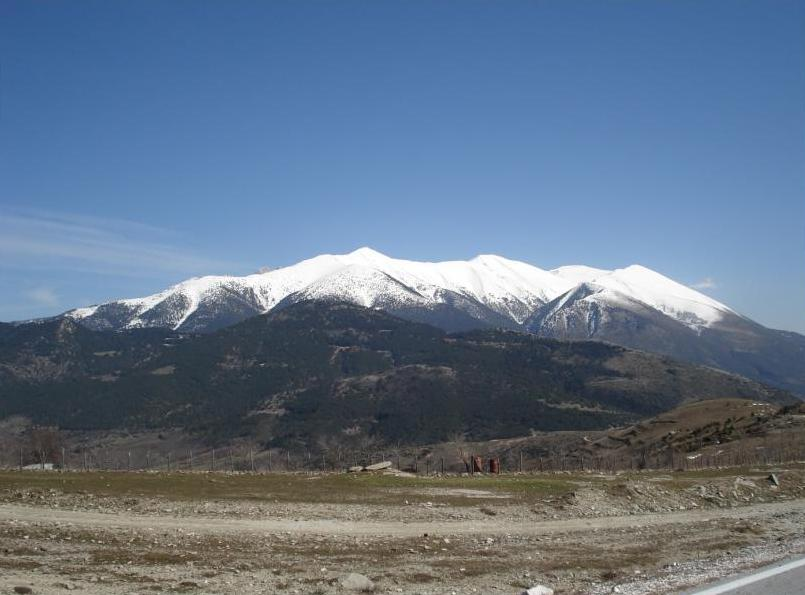
Le Mont Olympe, sur le parcours de la deuxième étape

Le début de la seconde manche est fatal à la Volkswagen de Källström, dont le moteur serre avant même la première épreuve chronométrée. En tête, Jean-Luc Thérier accentue son avance : l'Alpine il va s'adjuger le meilleur temps de chaque secteur chronométré à l'exception de celui de Karitsa où il est devancé de quelques secondes par les Fiat de Lindberg et Aaltonen. Au terme de cette seconde étape qu'il a survolée, il compte désormais huit minutes d'avances sur Aaltonen, qui s'est emparé de la seconde place à la faveur de la sortie de route de son coéquipier Paganelli et des problèmes d'embrayage de Jean-Pierre Nicolas (Alpine), qui lui ont coûté environ sept minutes. Lindberg, qui faisait jeu égal avec Aaltonen, a perdu beaucoup de temps lors de la spéciale de Portaria (le cric a glissé sous la voiture alors que l'équipage changeait une roue) et compte désormais plus de vingt minutes de retard. Rapide et régulier, le Britannique Tony Fall (Volkswagen) occupe la troisième place à Volos, à près de onze minutes de Thérier. C'en est par contre fini des espoirs de Chris Sclater (Ford Escort), auteur de très bons chronos, pénalisé de vingt-huit minutes à la suite de la perte d'une roue.
| Pos. | Pilote              | Copilote              | Voiture              | Temps           | Écart         | Groupe |
| ---- | ------------------- | --------------------- | -------------------- | --------------- | ------------- | ------ |
| 1    | Jean-Luc Thérier    | Christian Delferrier  | Alpine A110 1800     | 3 h 23 min 29 s |               | 4      |
| 2    | Rauno Aaltonen      | Robin Turvey          | Fiat 124 Rallye 1800 | 3 h 30 min 30 s | + 8 min 01 s  | 4      |
| 3    | Tony Fall           | Mike Wood             | Volkswagen 1303 S    | 3 h 34 min 14 s | + 10 min 45 s | 2      |
| 4    | Jean-Pierre Nicolas | Michel Vial           | Alpine A110 1800     | 3 h 37 min 04 s | + 13 min 35 s | 4      |
| 5    | Håkan Lindberg      | Arne Hertz            | Fiat 124 Rallye 1800 | 3 h 44 min 50 s | + 21 min 21 s | 4      |
| 6    | Georg Fischer       | Hans Siebert          | Volkswagen 1303 S    | 3 h 49 min 05 s | + 25 min 36 s | 2      |
| 7    | Rainer Zweibaumer   | Dieter Brucklacher    | BMW 2002 Ti          | 3 h 53 min 41 s | + 30 min 12 s | 2      |
| 8    | Richard Bochnicek   | Sepp-Dieter Kernmayer | Citroën DS 23        | 4 h 00 min 37 s | + 37 min 08 s | 1      |
| 9    | Chris Slater        | Bob de Jong           | Ford Escort RS1600   | 4 h 04 min 31 s | + 41 min 02 s | 2      |
| 10   | Wolfram Isopp       | Frantz                | Opel Ascona          | 4 h 05 min 37 s | + 42 min 08 s | 1      |

#### Troisième étape: Volos - Lagonissi
Après seulement trois heures de repos, les 38 équipages rescapés repartent de Volos vers 17 heures. La chaleur est toujours présente, et la fatigue gagne les pilotes. Jean-Luc Thérier n'est pas au mieux de sa forme, mais le pilote Alpine parvient à gérer son avance sur la Fiat de Rauno Aaltonen. Une crevaison lui coûte toutefois trois minutes de pénalité : le cric a traversé la coque et l'aide des spectateurs a été nécessaire pour remplacer la roue. Malgré un sérieux passage à vide à la fin du parcours routier, où son copilote Christian Delferrier a dû l'asperger d'eau pour le maintenir éveillé, Thérier rejoint la station balnéaire de Lagonissi avec encore plus de six minutes d'avance sur son principal adversaire. On enregistre huit abandons au cours de cette troisième étape, qui n'apporte pas de changement significatif au classement général. Sur la deuxième Alpine, Jean-Pierre Nicolas est toujours quatrième, mais son retard sur Tony Fall (Volkswagen) n'est plus que d'une minute, contre trois au départ de Volos.
| Pos. | Pilote              | Copilote              | Voiture              | Temps           | Écart             | Groupe |
| ---- | ------------------- | --------------------- | -------------------- | --------------- | ----------------- | ------ |
| 1    | Jean-Luc Thérier    | Christian Delferrier  | Alpine A110 1800     | 4 h 39 min 19 s |                   | 4      |
| 2    | Rauno Aaltonen      | Robin Turvey          | Fiat 124 Rallye 1800 | 4 h 45 min 31 s | + 6 min 12 s      | 4      |
| 3    | Tony Fall           | Mike Wood             | Volkswagen 1303 S    | 4 h 48 min 45 s | + 9 min 26 s      | 2      |
| 4    | Jean-Pierre Nicolas | Michel Vial           | Alpine A110 1800     | 4 h 49 min 45 s | + 10 min 26 s     | 4      |
| 5    | Håkan Lindberg      | Arne Hertz            | Fiat 124 Rallye 1800 | 4 h 58 min 39 s | + 19 min 20 s     | 4      |
| 6    | Georg Fischer       | Hans Siebert          | Volkswagen 1303 S    | 5 h 11 min 28 s | + 32 min 09 s     | 2      |
| 7    | Rainer Zweibaumer   | Dieter Brucklacher    | BMW 2002 Ti          | 5 h 19 min 19 s | + 40 min 00 s     | 2      |
| 8    | Richard Bochnicek   | Sepp-Dieter Kernmayer | Citroën DS 23        | 5 h 19 min 34 s | + 40 min 15 s     | 1      |
| 9    | Chris Slater        | Bob de Jong           | Ford Escort RS1600   | 5 h 33 min 34 s | + 54 min 15 s     | 2      |
| 10   | Ali Sipahi          | Oral Tan              | BMW 2002 Ti          | 5 h 39 min 49 s | + 1 h 00 min 30 s | 2      |

### Partie sud

#### Quatrième étape: Lagonissi - Sparte

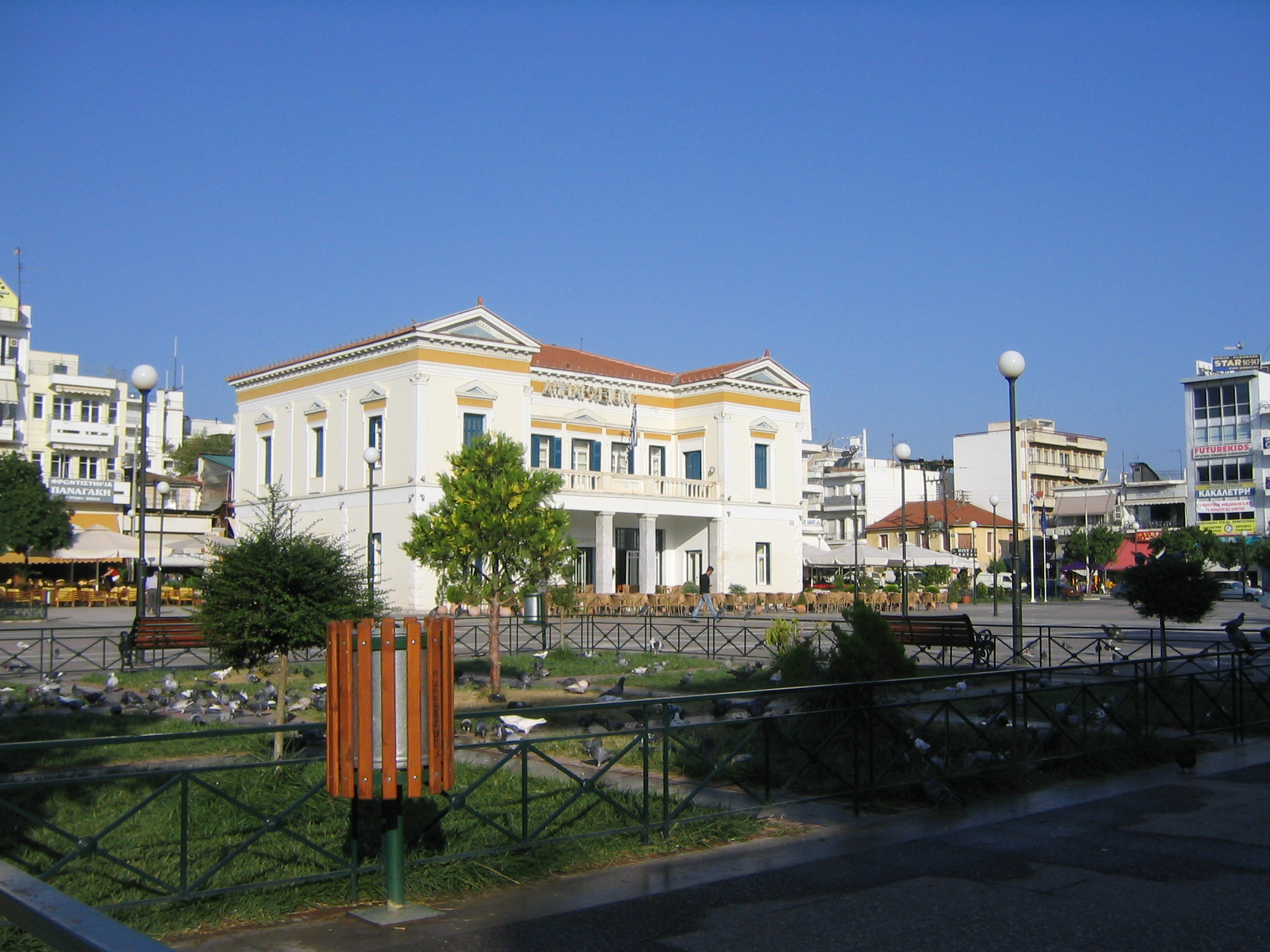
Sparte, terme de la quatrième étape

Les 30 équipages restant en course repartent le jeudi à 14 heures, après avoir bénéficié d'une demi-journée de repos. Jean-Luc Thérier a bien récupéré de sa fatigue de la veille, et l'Alpine n°1 va s'adjuger cinq des huit épreuves spéciales du parcours. À Sparte, au terme de cette quatrième étape, son avance sur la Fiat de Rauno Aaltonen se monte à neuf minutes (les organisateurs affichent onze minutes d'écart, à la suite d'une erreur de relevé dans un des secteurs chronométrés). Sur l'autre Alpine, Jean-Pierre Nicolas a effectué une belle remontée, reprenant rapidement la troisième place à Tony Fall (Volkswagen), ce dernier abandonnant peu après, rampe de culbuteurs cassée. Avec onze minutes et demie de retard sur son coéquipier au terme de l'étape, Nicolas pense être en passe de récupérer facilement la seconde place le lendemain, ignorant l'erreur de chronométrage qu'Aaltonen et son copilote Robin Turvey se gardent bien de révéler pour l'instant !
| Pos. | Pilote              | Copilote              | Voiture              | Temps           | Écart             | Groupe |
| ---- | ------------------- | --------------------- | -------------------- | --------------- | ----------------- | ------ |
| 1    | Jean-Luc Thérier    | Christian Delferrier  | Alpine A110 1800     | 6 h 17 min 16 s |                   | 4      |
| 2    | Rauno Aaltonen      | Robin Turvey          | Fiat 124 Rallye 1800 | 6 h 26 min 23 s | + 9 min 07 s      | 4      |
| 3    | Jean-Pierre Nicolas | Michel Vial           | Alpine A110 1800     | 6 h 28 min 47 s | + 11 min 31 s     | 4      |
| 4    | Håkan Lindberg      | Arne Hertz            | Fiat 124 Rallye 1800 | 6 h 38 min 36 s | + 21 min 20 s     | 4      |
| 5    | Georg Fischer       | Hans Siebert          | Volkswagen 1303 S    | 7 h 04 min 46 s | + 47 min 30 s     | 2      |
| 6    | Richard Bochnicek   | Sepp-Dieter Kernmayer | Citroën DS 23        | 7 h 16 min 14 s | + 58 min 58 s     | 1      |
| 7    | Chris Slater        | Bob de Jong           | Ford Escort RS1600   | 7 h 23 min 07 s | + 1 h 05 min 51 s | 2      |
| 8    | Rainer Zweibaumer   | Dieter Brucklacher    | BMW 2002 Ti          | 7 h 51 min 33 s | + 1 h 34 min 17 s | 2      |
| 9    | Helmut Doppelreiter | Ossi Schurek          | Volkswagen 1303 S    | 7 h 57 min 43 s | + 1 h 40 min 27 s | 1      |
| 10   | Ali Sipahi          | Oral Tan              | BMW 2002 Ti          | 8 h 03 min 11 s | + 1 h 45 min 55 s | 2      |

#### Cinquième étape: Sparte - Athènes
Au départ de cette dernière étape, il ne reste plus que 19 équipages en course. Sauf incident, Jean-Luc Thérier et son Alpine ont course gagnée, et le pilote normand se contente de contrôler l'épreuve et ne remporte qu'une seule épreuve spéciale. Durant la nuit, il va à nouveau connaître un passage à vide, et son copilote Christian Delferrier va devoir prendre le volant durant une cinquantaine de kilomètres sur un parcours de liaison pour permettre à son pilote de se reposer. Ce sera le seul incident notable pour l'Alpine n°1, qui rejoint Athènes forte d'une avance de sept minutes sur la Fiat de Rauno Aaltonen. Ce dernier a attendu l'arrivée pour faire constater leur erreur de chronométrage aux organisateurs, qui le créditaient depuis la quatrième étape d'un temps majoré de deux minutes. Cette ruse a abusé Jean-Pierre Nicolas : persuadé d'avoir dépassé Aaltonen au classement général, le pilote de la seconde Alpine s'était contenté d'assurer dans les derniers secteurs, et termine finalement 27 secondes derrière le Finlandais après rétablissement du temps réel de celui-ci. « 27 secondes, 27 secondes, mais je les lui reprenais en trois spéciales si j'avais su son temps véritable ! » s'exclamera Nicolas, en colère d'avoir perdu sa deuxième place.
La cinquième étape a entraîné huit nouveaux abandons et seules onze voitures sont parvenues au but. Cinquième derrière la Fiat d'Håkan Lindberg, l'Autrichien Georg Fischer, qui a effectué une course très prudente, remporte le groupe 2 au volant de la seule Volkswagen d'usine rescapée. Son compatriote Bochnicek, sixième au volant de sa Citroën DS de série, s'adjuge le groupe 1.

### Classements intermédiaires
Classements intermédiaires des pilotes après chaque épreuve spéciale,.

### Classement général
| Pos | No | Pilote              | Copilote                  | Voiture              | Temps            | Écart             | Groupe |
| --- | -- | ------------------- | ------------------------- | -------------------- | ---------------- | ----------------- | ------ |
| 1   | 1  | Jean-Luc Thérier    | Christian Delferrier      | Alpine A110 1800     | 7 h 37 min 58 s  |                   | 4      |
| 2   | 12 | Rauno Aaltonen      | Robin Turvey              | Fiat 124 Rallye 1800 | 7 h 44 min 59 s  | + 7 min 01 s      | 4      |
| 3   | 5  | Jean-Pierre Nicolas | Michel Vial               | Alpine A110 1800     | 7 h 45 min 26 s  | + 7 min 28 s      | 4      |
| 4   | 3  | Håkan Lindberg      | Arne Hertz                | Fiat 124 Rallye 1800 | 7 h 57 min 21 s  | + 19 min 23 s     | 4      |
| 5   | 19 | Georg Fischer       | Hans Siebert              | Volkswagen 1303 S    | 8 h 34 min 57 s  | + 56 min 59 s     | 2      |
| 6   | 21 | Richard Bochnicek   | Sepp-Dieter Kernmayer     | Citroën DS 23        | 8 h 40 min 14 s  | + 1 h 02 min 16 s | 1      |
| 7   | 9  | Chris Slater        | Bob de Jong               | Ford Escort RS1600   | 8 h 43 min 36 s  | + 1 h 05 min 38 s | 2      |
| 8   | 26 | Helmut Doppelreiter | Ossi Schurek              | Volkswagen 1303 S    | 9 h 40 min 01 s  | + 2 h 02 min 03 s | 1      |
| 9   | 42 | Ioánnis Psihas      | Andreas Papatriantafillou | Toyota Corolla       | 9 h 43 min 47 s  | + 2 h 05 min 49 s | 2      |
| 10  | 56 | Ioánnis Bardopoulos | Theodoros Karelas         | Audi 80 GL           | 10 h 16 min 59 s | + 2 h 39 min 01 s | 1      |

### Hommes de tête
- ES1 à ES47 :  Jean-Luc Thérier -  Christian Delferrier (Alpine A110 1800)

### Vainqueurs d'épreuves spéciales
- Jean-Luc Thérier -  Christian Delferrier (Alpine A110 1800) : 25 spéciales (ES 1, 2, 4, 5, 7 à 15, 17 à 19, 24, 27, 29 à 31, 34, 36, 38, 39)
- Rauno Aaltonen -  Robin Turvey (Fiat 124 Rallye 1800) : 9 spéciales (ES 17, 22, 32, 37, 39, 40, 44, 46, 47)
- Jean-Pierre Nicolas -  Michel Vial (Alpine A110 1800) : 8 spéciales (ES 23, 24, 26, 28, 35, 41, 42, 45)
- Håkan Lindberg -  Arne Hertz (Fiat 124 Rallye 1800) : 3 spéciales (ES 16, 21, 43)
- Achim Warmbold -  Jean Todt (BMW 2002 Tii) : 2 spéciales (ES 3, 6)
- Tony Fall -  Mike Wood (Volkswagen 1303 S) : 1 spéciale (ES 25)

## Résultats des principaux engagés
| no | Pilote              | Copilote              | Voiture              | Groupe | Class. général                                    | Class. groupe | Commentaire              |
| -- | ------------------- | --------------------- | -------------------- | ------ | ------------------------------------------------- | ------------- | ------------------------ |
| 1  | Jean-Luc Thérier    | Christian Delferrier  | Alpine A110 1800     | 4      | 1er                                               | 1er           | 11 min 30 s de pénalité  |
| 2  | Achim Warmbold      | Jean Todt             | BMW 2002 Tii         | 2      | ab. dans ES7 (sortie de route)                    | -             |                          |
| 3  | Håkan Lindberg      | Arne Hertz            | Fiat 124 Rallye 1800 | 4      | 4e à 19 min 23 s                                  | 4e            | 11 min 30 s de pénalité  |
| 4  | Ove Andersson       | Gunnar Häggbom        | Toyota Celica        | 2      | ab. dans ES9 (admission)                          | -             |                          |
| 5  | Jean-Pierre Nicolas | Michel Vial           | Alpine A110 1800     | 4      | 3e à 7 min 28 s                                   | 3e            | 10 min de pénalité       |
| 6  | Björn Waldegård     | Hans Thorszelius      | BMW 2002 Tii         | 2      | ab. après ES2 (joint de culasse)                  | -             |                          |
| 7  | Harry Källström     | Claes Billstam        | Volkswagen 1303 S    | 2      | ab. avant ES10 (moteur)                           | -             |                          |
| 8  | Alcide Paganelli    | ‘Ninni’ Russo         | Fiat 124 Rallye 1800 | 4      | ab. dans ES10 (sortie de route)                   | -             |                          |
| 9  | Chris Slater        | Bob de Jong           | Ford Escort RS1600   | 2      | 7e à 1 h 5 min 38 s                               | 2e            | 44 min de pénalité       |
| 10 | Bernard Darniche    | Alain Mahé            | Alpine A110 1800     | 4      | ab. après ES2 (pilote malade)                     | -             | voiture pilotée par Mahé |
| 11 | Günther Janger      | Harald Gottlieb       | Volkswagen 1303 S    | 2      | ab. dans première étape (accident)                | -             |                          |
| 12 | Rauno Aaltonen      | Robin Turvey          | Fiat 124 Rallye 1800 | 4      | 2e à 7 min 1 s                                    | 2e            | 10 min de pénalité       |
| 15 | Tony Fall           | Mike Wood             | Volkswagen 1303 S    | 2      | ab. dans ES34 (culbuteurs)                        | -             |                          |
| 16 | Will Sparrow        | Henry Liddon          | Ford Escort RS1600   | 2      | ab. dans première étape (courroie de ventilateur) | -             |                          |
| 17 | 'Siroco'            | Miltos Andriopoulos   | Alpine A110 1800     | 4      | ab. dans deuxième étape (boîte de vitesses)       | -             |                          |
| 19 | Georg Fischer       | Hans Siebert          | Volkswagen 1303 S    | 2      | 5e à 56 min 59 s                                  | 1er           | 21 min 30 s de pénalité  |
| 21 | Richard Bochnicek   | Sepp-Dieter Kernmayer | Citroën DS 23        | 1      | 6e à 1 h 2 min 16 s                               | 1er           | 24 min 30 s de pénalité  |
| 26 | Helmut Doppelreiter | Ossi Schurek          | Volkswagen 1303 S    | 1      | 8e à 2 h 2 min 3 s                                | 2e            | 37 min 30 s de pénalité  |

## Classement du championnat à l'issue de la course
- attribution des points : 20, 15, 12, 10, 8, 6, 4, 3, 2, 1 respectivement aux dix premières marques de chaque épreuve (sans cumul, seule la voiture la mieux classée de chaque constructeur marque des points)
- seuls les huit meilleurs résultats (sur treize épreuves) sont retenus pour le décompte final des points[8].

| Pos. | Marque         | Points | M-C | SUE | POR | SAF | MAR | ACR | POL | FIN | AUT | SAN | PRE | RAC | COR |
| ---- | -------------- | ------ | --- | --- | --- | --- | --- | --- | --- | --- | --- | --- | --- | --- | --- |
| 1    | Alpine-Renault | 92     | 20  | 12  | 20  | -   | 20  | 20  |     |     |     |     |     |     |     |
| 2    | Fiat           | 46     | 4   | 8   | 10  | 3   | 6   | 15  |     |     |     |     |     |     |     |
| 3    | Citroën        | 33     | -   | -   | 12  | -   | 15  | 6   |     |     |     |     |     |     |     |
| 4    | Datsun         | 22     | 2   | -   | -   | 20  | -   | -   |     |     |     |     |     |     |     |
| 5    | Saab           | 20     | -   | 20  | -   | -   | -   | -   |     |     |     |     |     |     |     |
| 6    | Ford           | 16     | 10  | -   | 2   | -   | -   | 4   |     |     |     |     |     |     |     |
| 7    | Volkswagen     | 14     | -   | 6   | -   | -   | -   | 8   |     |     |     |     |     |     |     |
| 8    | Peugeot        | 13     | -   | -   | -   | 12  | 1   | -   |     |     |     |     |     |     |     |
| 8=   | Lancia         | 13     | 3   | 10  | -   | -   | -   | -   |     |     |     |     |     |     |     |
| 10   | Porsche        | 8      | -   | -   | 8   | -   | -   | -   |     |     |     |     |     |     |     |
| 11   | Opel           | 5      | -   | 1   | 4   | -   | -   | -   |     |     |     |     |     |     |     |
| 12   | BMW            | 4      | -   | 4   | -   | -   | -   | -   |     |     |     |     |     |     |     |
| 12=  | Mitsubishi     | 4      | -   | -   | -   | 4   | -   | -   |     |     |     |     |     |     |     |
| 12=  | Volvo          | 4      | -   | 2   | -   | -   | 2   | -   |     |     |     |     |     |     |     |
| 15   | Škoda          | 3      | -   | 3   | -   | -   | -   | -   |     |     |     |     |     |     |     |
| 16   | Toyota         | 2      | -   | -   | -   | -   | -   | 2   |     |     |     |     |     |     |     |
| 17   | Audi           | 1      | -   | -   | -   | -   | -   | 1   |     |     |     |     |     |     |     |